# Мосина
Мосина (пољ. Mosina) град је у Пољској у Војводству великопољском. По подацима из 2012. године број становника у месту је био 12 941.

## Становништво
| 2012.  |
| ------ |
| 12 941 |